# The Gap Band
The Gap Band — американская музыкальная группа, работавшая в стилях R&B и фанк. Образовалась в 1967 году в составе трёх братьев Чарли, Ронни и Роберта Уилсонов, сначала называлась «Greenwood, Archer and Pine Street Band». Было это в их родном штате Оклахома. В 1973 году группа сократила название до «The Gap Band». Группа ушла со сцены в 2010 году, после 43 лет вместе.
Музыкальный сайт AllMusic называет The Gap Band «нагруженной синтезаторами фанк-группой, которая записала на свой счёт многочисленные хиты», а звучание их называет «большим модерновым фанковым звуком с отсылками к пионерам от Sly Stone до Джорджа Клинтона до Рика Джеймса».
Среди самых известных песен группы — «Burn Rubber (Why You Wanna Hurt Me)» и «You Dropped a Bomb on Me» с, по словам автора истории группы на сайте AllMusic, «тотчас запоминающимися, пульсирующими басовыми синтезаторными партиями».

## Состав
- См. «The Gap Band § Band Members» в английском разделе.

## Дискография
- См. статью «The Gap Band discography» в английском разделе.